# Astragalus siahcheshmehensis
Astragalus siahcheshmehensis är en ärtväxtart som beskrevs av Maassoumi och Dieter Podlech. Astragalus siahcheshmehensis ingår i släktet vedlar, och familjen ärtväxter. Inga underarter finns listade i Catalogue of Life.